# Сербське національне вбрання
Се́рбське націона́льне вбрання́ — національний одяг сербів, сформований усіма етапами історії Сербії.

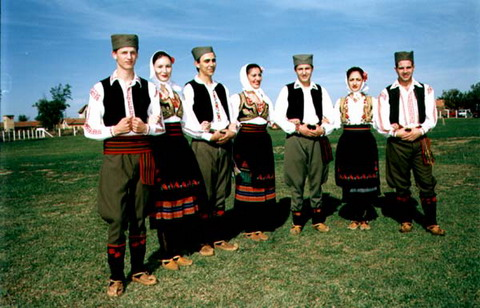
Національний стрій сербів

## Жіночий одяг

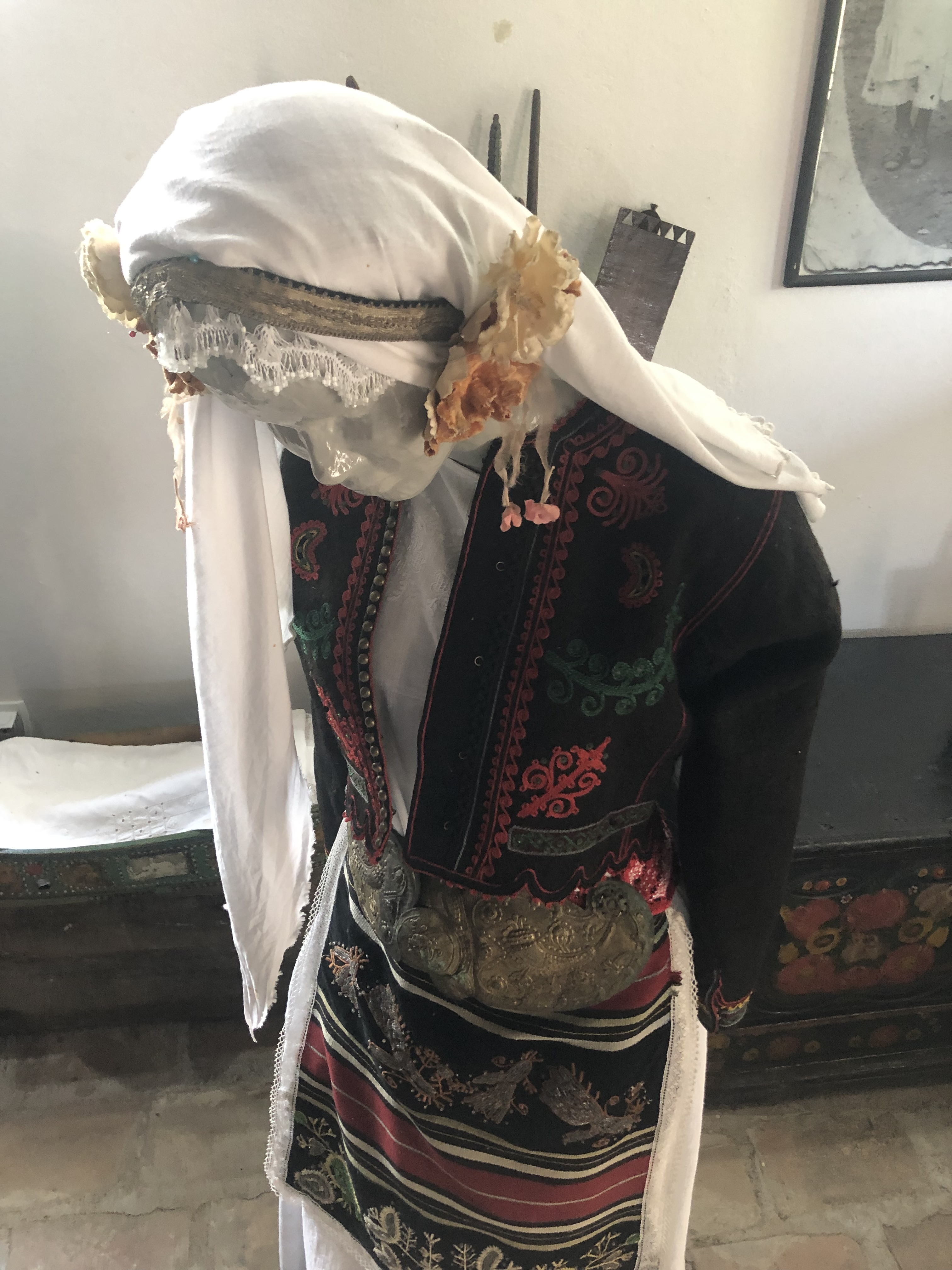
Сербське національне вбрання

Для жіночого сербського національного костюма характерна тунікоподібна сорочка (серб. кошуља), багато прикрашена вишивкою, мереживом і тасьмою. Поверх тунікоподібної сорочки одягають коротку, оздоблену безрукавку (елек) з сукна, оксамиту або сатину. Куртка (зубун) досі зберігається в деяких областях. Зазвичай її шиють з білого, рідше — з синього або червоного сукна, без застібок, попереду — великий виріз. Зубуни багато прикрашені вишивкою, аплікацією. Обов'язкова деталь костюма — домотканий, багато орнаментований фартух (прегача, кецела і т. д.). У деяких областях одружені жінки носили два фартухи: передній і задній, як на півночі Болгарії. Фартух побутує й тепер, але його шиють із покупної матерії й менше прикрашають. Спідниці (сукт'а) сербських селянок розрізняються за матеріалом, кроєм і назвою. Їх шиють із шерстяних і бавовняних тканин. Підперізуються жінки поясами (тканіца), які схожі на чоловічі, але є коротшими. Їх застібають різного виду металевими пряжками. Взуття схоже на чоловіче —  це панчохи, шкарпетки й опанці, тільки жіночі панчохи коротше й красивіше пов'язані. Усе більше в побут селянок входить взуття міських жінок.
Розрізнялися головні убори та зачіски обружених жінок і дівчат. Головні убори сербських селянок у минулому були дуже різноманітні: носили феси (іноді їх обмотували хустками); різні шапки, які обшивали шнуром, монетами або обвивали навколо них коси; хустки, зав'язані різними способами. У дні жалоби носили зазвичай чорні, а іноді й білі шалі. На даний час селянки найчастіше носять покупні хустки. Дівчата і молоді жінки тепер зачісуються відповідно до міської моди.
Народний костюм доповнюється різними прикрасами: монетами, намистами, сережками, браслетами, квітами, а також красиво орнаментованими тканинами або в'язаними сумками (торбами). У дні жалоби прикрас не носять.
Сербський національний костюм різнився за областями (Боснійська Країна, Косово та ін), так що за костюмом можна було визначити обласну приналежність. Багатий етнічний склад населення теж вплинув на національний костюм. У епоху широких міграцій (з кінця XIV по першу половину XIX ст. ) переселенці, перемішуючись з корінним населенням, нерідко забували особливості свого національного одягу й починали носити місцевий костюм або шляхом взаємовпливу створювали новий. Так, наприклад, в Шумадії виник шумадійський костюм, що поширився далеко за межі цієї області на схід і південь.
Повний комплект старовинного національного костюма в наші дні зустрічається рідко; він зберігається в етнографічних музеях і театральних колективах. Хоча міська мода має великий вплив на костюм сільських жителів, деякі елементи народного костюма — сорочки, штани (чакшіре), куртки, безрукавки, каптани, опанці, плащі, шапки в чоловічому костюмі та спідниці, фартухи, хустки, пояси, безрукавки, в'язані шкарпетки і панчохи та ін. в жіночому костюмі — й досі зустрічаються досить часто, особливо в Шумадії та Східній Сербії. Тут народний костюм поширений в основному серед літніх та, частково, серед молоді як повсякденний робочий і святковий одяг. Має місце і зворотне явище: народний сербський костюм і зараз впливає на міську моду. Так, наприклад, іноді городянки носять пояси, подібні тканицям, сумки-торби, туфлі, форма і орнамент яких дуже нагадують опанці.

## Чоловічий одяг
Тунікоподібна сорочка (когіула, рубіна) і штани складають найбільш старі елементи чоловічого народного костюма, що зберігся до наших днів. Їх шиють з різних видів полотна. Крім полотняних, носять і суконні штани з вузьким (чакгііре) або широким (потурлще) кроком. Раніше в Боснії та Старому Влахові чоловіки носили суконні штани — пеленгірі, що тепер зустрічаються дуже рідко. Верхній чоловічий одяг спочатку шили з рідкісного домотканого сукна, яке тепер замінили покупним (раніше червоним, пізніше чорним). Це був довгий каптан (долам), коротка куртка з рукавами — гунь (гут'), що іноді також називалася дороц. Поверх куртки зазвичай одягають короткі (коротше гуня) безрукавки. У деяких областях Сербії чоловічий костюм, особливо святковий, і зараз прикрашають срібними ґудзиками або шнуром. Узимку поверх куртки одягалася кабанща — довгий суконний плащ. Її й досі носять пастухи. У Воєводині та деяких інших областях Сербії носили шкіряні плащі (огртач), зшиті так само, як суконні. Невід'ємною частиною чоловічого національного костюма був пояс. З різного виду поясів особливо відомі візерункові (тканіца), якими підперізувалися як чоловіки, так і жінки. Виткані з різнокольорової пряжі, красиво орнаментовані, вони різнилися по областях. На цей час такі пояси виходять з ужитку. Перестають носити і шкіряні пояси, так звані сілаві, з особливими відділеннями (листові) для носіння зброї і гаманця. На ногах досі носять вовняні панчохи до колін, що різняться по областях кольором і вишивкою, а поверх них — вовняні шкарпетки красивої в'язки і опанці — своєрідне шкіряне взуття типу мокасин, що робили раніше з необробленої шкіри, а пізніше — з дубленої. Опанці різняться по областях формою плетіння і фасоном. Зараз багато хто носить черевики (цокуля) або гумові туфлі, а у Воєводині — чоботи (чізмена).
Головні убори сербських селян в минулому були дуже різноманітні: носили солом'яні капелюхи, феси, зшиті з сукна або в'язані, хутряні та сукняні шапки. Зараз узимку зазвичай носять хутряні шапки, а в інший час року — фетрові капелюхи, кепі та шапки військового зразка (тітовка), що увійшли в побут після Другої світової війни.